# Parafia Matki Bożej Nieustającej Pomocy w Dalachowie
Parafia Matki Bożej Nieustającej Pomocy – rzymskokatolicka parafia położona we wsi Dalachów (gmina Rudniki). Parafia należy do dekanatu Praszka w archidiecezji częstochowskiej.

## Historia parafii
Pierwotnie miejscowości wchodzące dziś w skład parafii Dalachów stanowiły część parafii św. Mikołaja w Rudnikach.
Z powodu m.in. znacznego oddalenia od parafii macierzystej (4–7 km) oraz rosnącej liczby mieszkańców, na prośbę biskupa częstochowskiego Stefana Bareły z dnia 4 lipca 1981 roku, wojewoda częstochowski 30 września 1981 roku wyraził zgodę na budowę punktu katechetycznego w Dalachowie. 5 czerwca 1983 roku poświęcono plac pod budowę, 20 sierpnia 1983 roku powołano ośrodek duszpastersko-katechetycznego, a 20 stycznia 1984 roku wikariat terenowy w Dalachowie. 11 kwietnia 1985 roku parafię Matki Bożej Nieustającej Pomocy powołał do istnienia biskup Stanisław Nowak, wydzielając ją z parafii św. Mikołaja w Rudnikach.

## Liczebność i zasięg parafii
Parafię zamieszkuje 1508 mieszkańców i obejmuje ona miejscowości:
- Dalachów,
- Odcinek,
- Janinów.

### Szkoły i przedszkola
- Publiczne Przedszkole w Dalachowie,
- Publiczna Szkoła Podstawowa w Dalachowie.

## Kościół parafialny
Kościół zaprojektowany został przez mgr inż. arch. B. Specylka. 10 listopada 1984 roku biskup Miłosław Kołodziejczyk dokonał poświęcenia zwykłego świątyni, a uroczystej konsekracji, w dniu 21 stycznia 1989 roku przewodniczył biskup Stanisław Nowak.

## Proboszczowie
- ks. Jan Gaik (1983–1989), obecnie proboszcz parafii Wniebowzięcia Najświętszej Maryi Panny w Sosnowcu
- ks. Marian  Gaj (1989–2003), obecnie ks. emeryt mieszkający w parafii Najświętszego Serca Pana Jezusa w Radomsku[2]
- ks. Józef Dańkowski (2003–2009), zm. 20 listopada 2019 r.[3]
- ks. Wojciech Wódka (2009–2017), obecnie proboszcz parafii św. Mikołaja w Mierzynie
- ks. Roman Rataj (2017–2018), zm. 14 grudnia 2019 r.[4]
- ks. Stefan Leśniewski (VIII 2018–23.12.2018), obecnie rezydent parafii Narodzenia Pańskiego w Pajęcznie[5]
- ks. Tomasz Turczyn (od 23.12.2018)

## Grupy parafialne
- Kółka Żywego Różańca,
- Ministranci,
- Lektorzy,
- Dzieci Maryi,
- Akcja Katolicka[1].